# سید شهاب‌الدین طباطبایی
شهاب‌الدین طباطبایی (زاده ۱۳۵۴، تهران) روزنامه‌نگار، نویسنده، سیاستمدار، اصلاح‌طلب و عضو حقیقی شورای اطلاع‌رسانی دولت و هیئت مدیره روزنامه ایران در دولت چهاردهم و دبیرکل حزب ندای ایرانیان است.
او مشاور سابق کمیسیون ملی یونسکو در ایران بود. طباطبایی از سال ۱۳۷۸ به روزنامه‌نگاری پرداخته و در روزنامه‌هایی همچون شرق و اعتماد یادداشت و سرمقاله می‌نویسد. او عضو انجمن صنفی روزنامه‌نگاران ایران و فدراسیون بین‌المللی روزنامه‌نگاران است.طباطبایی از آذرماه ۱۳۹۴ تا ۱۳۹۵ سردبیر روزنامه وقایع اتفاقیه بوده است. او از سال ۱۳۹۷ سردبیر شبکه خبر راوی است. طباطبایی پیش از این عضو شورای مرکزی و رئیس شاخه جوانان جبهه مشارکت ایران اسلامی بود.
طباطبایی در دهمین دوره انتخابات ریاست جمهوری ایران رئیس ستاد ۸۸ حامیان سید محمد خاتمی و میرحسین موسوی بود و در جریانات اعتراضات پس از دهمین دوره انتخابات ریاست جمهوری ایران در سال ۱۳۸۸ بازداشت شد.
او در دومین دوره انتخابات شوراهای شهر و روستا تنها کاندیدای تأیید صلاحیت شده جبهه مشارکت در لیست اصلاح طلبان در تهران بود.

## نسب
از سادات طباطبایی است که نَسَبِ ایشان به ابراهیم طباطبا پسر اسماعیل دیباج پسر ابراهیم غمر پسر حسن مثنی پسر حسن مجتبی می‌رسد.

## نویسندگی و فعالیت‌های رسانه‌ای
شهاب الدین طباطبایی نثر شیوا و روانی دارد و از ۲۶ سالگی نوشتن را شروع کرده است.
از آثار او می‌توان موارد زیر را نام برد:

### نصیحت الملوک
کتاب نصیحت‌الملوک، رساله‌ای است شامل نصایح و پیشنهادهای سعدی شیرازی به حاکم وقت که به همت شهاب‌الدین طباطبایی در دوران زندان اوین نوشته و سپس توسط مؤسسه فرهنگی پژوهشی نظر در مرداد ۱۳۹۲ منتشر شد.

در بخش‌هایی از مقدمه کتاب به قلم طباطبایی آمده:
 «به مناسبتی نه چندان خوشایند، فرصتی چند ماهه دست داد تا تنها و تنها با دو کتاب تنها باشم، یکی قرآن کریم که هر بار می‌خواندم لذت‌ام از خواندن‌اش بیشتر می‌شد و دیگری کلیات سعدی بود که این بار واقعاً کلّ‌اش را خواندم … در کلیات سعدی، رساله نصیحت الملوک مهجور مانده، مگر آنکه از آن دست توفیق‌های اجباری پیش آید تا فرصت خواندنش فراهم شود که من برای کسی آرزو نمی‌کنم! در آن شرایط تنهایی با خودم قرار گذاشتم برای حاشیه‌نشین کلیات سعدی جا و مکانی برازنده‌اش تدارک ببینم و حالا به قول و قرارم عمل کرده‌ام. نصیحت الملوک را از قسمت‌های پایانی کلیات سعدی بیرون کشیده‌ام، معنی کلمات سخت‌تر را و توضیح ترکیب‌هایی که نیاز به توضیح داشته را زیر همان صفحه نوشته‌ام. در مورد سلاطین و شخصیت‌هایی که نامشان در کتاب آمده شرح مختصری آورده‌ام، همچنین در مورد هر موضوعی که به نظرم ضرورت داشته نظم و نثر مرتبط با آن را که در گلستان یا بوستان آمده در پاورقی اضافه کرده‌ام. … نصیحت الملوک را هم مشابه بوستان و گلستان که در باب‌های هشت‌گانه و ده‌گانه است به شش باب تقسیم کرده‌ام… به نظرم نسخه‌ای از نصیحت الملوک را باید به هر سیاستمدار و حاکمی هدیه داد که اگر به کار ببندد هدیه و موهبتی برای مُلک و ملّت است، خوبی‌اش این است که هفتصد و هفتاد و پنج سال پیش شیخ مصلح الدّین این حرف‌ها را زده، از آن زمان به این طرف هم اخلاق حاکمان همان بوده که بود و هم پند و اندرزها همان، فقط ایهام و ابهام و ایجاز و خلاصه صنایع ادبی آن وقت‌ها بیشتر بوده است! به هرحال اینکه در آن زمانه حرف‌هایی مطرح شده که حالا هم مفید و سازنده است کارمان را راحت‌تر می‌کند و کسی هم متعرّض‌مان نمی‌شود.»

### نماز جمعه شهر امید
طباطبایی از بهمن ۱۴۰۰ در صفحه اول روزنامه شرق نماز جمعه ای خیالی در شهری به اسم شهر امید را روایت می‌کند که در آن به انتشار خطبه‌های نماز جمعه از زبان امام جمعه‌ای به نام حجت الاسلام منصف می‌پردازد. این خطبه‌ها هیچ‌کدام واقعی نیست و ساخته و پرداخته ذهن اوست. امام جمعه شهر امید در خطبه‌های خود به مشکلات اساسی و واقعی کشور و مردم می‌پردازد و آنچنان که طباطبایی در گفتگو با صفحه اینستاگرام دولتخانه کیش گفته شخصیت حجت الاسلام منصف را شبیه سید محمود طالقانی نخستین امام جمعه تهران می‌داند. چهلمین و آخرین خطبه از این سری یادداشت‌های طباطبایی با عنوان (مسوول زندگی خوب مردم هستیم نه دخالت در زندگی آنان) در دوم تیر ۱۴۰۲ منتشر شده است. است.

### رفیق کلاغ
کتاب رفیق کلاغمجموعه ای از داستان‌های کوتاه است که در زمستان ۱۴۰۱ توسط انتشارات شرق منتشر شده است. نویسنده از همان ابتدا در مقدمه کتاب، تکلیف ما را با داستان‌ها روشن می‌کند؛ یعنی اینکه نه‌تنها در ایران بلکه در داستان‌های ایرانی، زندگی مطابق خواسته تو پیش نمی‌رود. این احساس دلهره، ترس و فروریختن لحظات خوشی، این را نشان می‌دهد که در ایران همه‌چیز ناپایدار است. طرح روی جلد آن توسط هادی حیدری کشیده شده است. طباطبایی این کتاب را به هشت سال و هشت ماهگی پسرش، وقتی از دوست داشتنی بودنِ کلاغ برایش نوشته، تقدیم کرده است.
در یکی از داستان‌ها کلاغی می‌گوید: اصلاً می دانی پنهان‌کاری که من یاد قابیل دادم حتماً از دروغ گفتن‌های شما آدم‌ها بهتر است. پنهان‌کاری زمان خریدن است برای گفتن حقیقت در زمانی که شرایط مساعد باشد اما آنکه دروغ به هم می‌بافد تنها در صورتی که مجبور شود راست می‌گوید. تازگی‌ها یکی از پیر کلاغ‌ها چیز جدیدی برایم گفت: «بعضی را برای آنکه راستش را نمی‌گویند کتک می‌زنند، بعضی‌ها را هم آنقدر می‌زنند تا دروغ بگویند… راست می‌گفت.
احمد غلامی، روزنامه‌نگار و نویسنده در نقد رفیق کلاغ می‌نویسد:
«رفیق کلاغ» که اولین مجموعه‌داستانِ شهاب طباطبایی است ماحصلِ تجربه زیسته مستقیم نویسنده است که به‌خوبی احساسات و لحظات تجربه‌شده را به تصویر می‌کشد و اسیر اغراق‌گویی‌های خام‌دستانه نمی‌شود. پس می‌توان گفت «رفیق کلاغ» از تجربه زیسته نویسنده نشئت گرفته و نویسنده از آن دست کسانی است که موفق شده حس لحظات تجربه‌شده خود را دوباره بازسازی کند.

## فعالیت‌های سیاسی

### ستاد انتخابات سیدمحمد خاتمی در خرداد ۷۶
طباطبایی اولین فعالیت سیاسی خود را با عضویت در ستاد سیدمحمد خاتمی در انتخابات دوم خرداد ۱۳۷۶ آغاز کرد. انتخابات هفتمین دوره ریاست جمهوری روز ۲ خرداد ۱۳۷۶ برگزار شد. سید محمد خاتمی، علی اکبر ناطق نوری، سید رضا زواره‌ای و محمد مهدی ری‌شهری در این انتخابات کاندیدا بودند. در این دوره انتخابات که ۸۰ درصد از واجدین شرایط شرکت کردند، خاتمی با بیش از ۲۰ میلیون رای پیروز شد و دولت اصلاحات شکل گرفت.

### جبهه مشارکت ایران اسلامی
او در سال ۱۳۷۷ با عضویت در حزب جبهه مشارکت به‌عنوان دبیر هیئت اجرایی حزب فعالیت حرفه ای سیاسی خود را آغاز کرد و پس از آن در کمیته‌های اطلاع‌رسانی، پشتیبانی و دانشجویی عضو شد. طباطبایی در سال ۱۳۸۵ تنها کاندیدای اختصاصی حزب در انتخابات شورای شهر تهران بود. او در همین سال به‌عنوان رئیس شاخه جوانان حزب انتخاب شد. و پس از آن در کنگره آخر حزب با رای اعضا به عضویت شورای مرکزی حزب درآمد.

### بازداشت و زندان در جریان انتخابات ۸۸

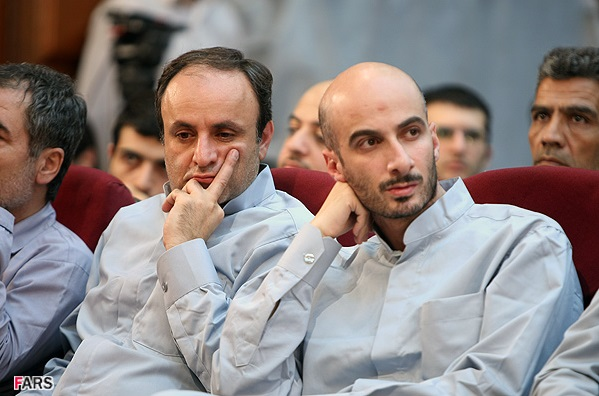
طباطبایی (ردیف جلو، نفر اول از راست) در دادگاه متهمان به کودتای مخملی

طباطبایی در جریان رویدادهای پس از اعلام نتایج انتخابات ریاست جمهوری ایران (۱۳۸۸)، پنج روز پس از انتخابات، در جریان دستگیری‌های گسترده فعالان سیاسی اصلاح طلب بازداشت شد و در دادگاه‌های دسته جمعی که در مردادماه ۱۳۸۸ برای رسیدگی به اتهامات متهمان حوادث بعد از انتخابات تشکیل شد، محاکمه و در پی آن به ۵ سال حبس تعزیری محکوم شد.
در مراسم دعای کمیل که برای آزادی شهاب‌الدین طباطبایی در منزل وی برگزار شده بود، مأمورانی که خود را پلیس امنیت می‌نامیده‌اند، در هنگام قرائت دعا وارد خانه شده و از همهٔ حاضران خواسته‌اند که تلفن‌های همراه خود را تحویل دهند و سپس با جدا کردن زنان از مردان، به مردان دستبند زده و آنان را با خود برده‌اند.

## حزب ندای ایرانیان
طباطبایی پس از انتخابات ریاست جمهوری سال ۱۳۹۲ در ایران و عضویت در ستاد ملی جوانان اصلاح‌طلب در کنار بخشی از این جوانان از جمله سجاد سالک، سعید نورمحمدی، بهروز شجاعی، مهدی جعفری و رضا شریفی اقدام به تأسیس حزب ندای ایرانیان کردند. این جوانان اصلاح طلب در این مسیر با صادق خرازی، مشاور ارشد محمد خاتمی و سفیر سابق ایران در فرانسه را نیز با خود همراه کردند.
طباطبایی در ابتدای تأسیس این حزب دربارهٔ شایعات مربوط به نامه اعضای ندا به رهبری گفت: «نامه‌ای به رهبری نوشته نشده است. تبیین مواضعی از سوی هیئت مؤسس حزب ندا صورت گرفت که در حد چهار صفحه بود و برای اطلاع چند نفر از جمله آقای خاتمی ارسال شد و از آقای خرازی خواستیم متن این تبیین مواضع و دغدغه‌های جمع به اطلاع مقام معظم رهبری هم برسد.»
طباطبایی که از اعضای ارشد این حزب اصلاح‌طلب است، در یکی از نخستین مواضع صریح خود دربارهٔ رویکرد ندای ایرانیان در همکاری با دیگر احزاب گفت: «جز در فضای آرام، گفت‌وگو و تسامح هیچ کاری در کشور پیش نمی‌رود و در این صورت است که گره از مشکلات مردم باز می‌شود. در این فضا، با هر گروه و جریانی که منافع مردم بر ایشان اهمیت دارد همراهی می‌کنیم.»
طباطبایی در حال حاضر دبیرکل حزب ندای ایرانیان است.